# Parjalihotan Baru
Parjalihotan Baru is een bestuurslaag in het regentschap Tapanuli Tengah van de provincie Noord-Sumatra, Indonesië. Parjalihotan Baru telt 3214 inwoners (volkstelling 2010).